# عملية فجر الحرية
عملية فجر الحرية   تشير إلى هجوم عسكري شنته الجيش الوطني السوري ، وهو تحالف من القوات مدعوم من تركيا، مستهدفًا منطقة شمال محافظة حلب بين الباب وتادف ضمن منطقة عملية درع الفرات.

## خلفية
بعد بدء هجوم شمال غرب سوريا 2024 في 27 نوفمبر والاستيلاء على عدة مناطق من مدينة حلب ، بدأ الجيش الوطني السوري عملية فجر الحرية في 30 نوفمبر. تم الإعلان عن العملية رسميًا من قبل رئيس وزراء الائتلاف الوطني السوري عبد الرحمن مصطفى خلال مقابلة مع NTV. حدد هدفين استراتيجيين رئيسيين: اعتراض شبكات إمداد قوات سوريا الديمقراطية وإنشاء ممر يربط الباب ، تحت الاحتلال التركي لشمال سوريا بتل رفعت.